# Eremias persica
Eremias persica es una especie de lagarto del género Eremias, familia Lacertidae, orden Squamata. Fue descrita científicamente por Blanford en 1875.

## Descripción
La longitud hocico-respiradero es de 81 milímetros y presenta un peso de 12,1 gramos.

## Distribución
Se distribuye por Turkmenistán, Irán, Afganistán y Pakistán.